# Vierfingerfurche

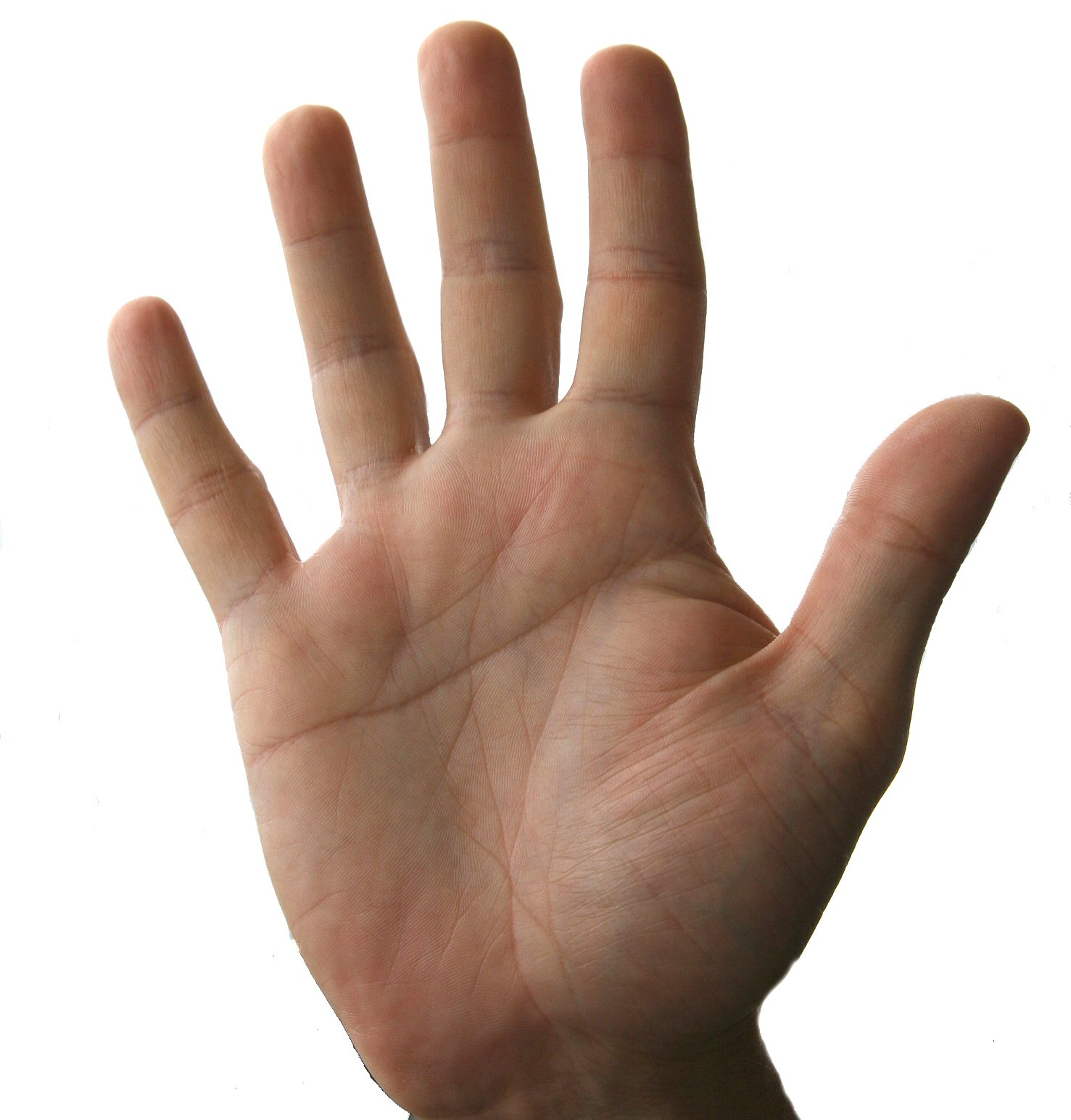
Vierfingerfurche an der rechten Hand

Die Vierfingerfurche ist eine durchgehende Beugefalte palmar (d. h. am Handteller), die senkrecht zu den Längsachsen der Finger verläuft und vom Klein- bis Zeigefinger reicht. Sie verläuft parallel zu den Fingergrundgelenken. Furchungen der Handinnenflächen (Handlinien) treten bei allen Menschen auf. Meist sind diese Furchen gerundet, verlaufen also nicht gerade, sondern in individuell geschwungenen Bögen.
Die Begriffe Affenfurche und Sperrlinie wurden früher als Synonym für Vierfingerfurche verwendet. Die Bezeichnung Vierfingerfurche hat sich mittlerweile durchgesetzt, weil sie neutral besetzt ist. Der Begriff Affenfurche rührte daher, dass Primaten höherer Ordnung und viele Tiere mit Greifhänden eine solche Furchung besitzen. Der Begriff Sperrlinie wurde gewählt, um die Teilung der Handinnenfläche durch die Furche zu verdeutlichen.

## Auftretenshäufigkeit
Durchschnittlich 75 % aller Menschen mit einer Form der Trisomie (Verdreifachung eines Chromosoms oder von Chromosomenabschnitten) wie sie Ursache von z. B. Down-Syndrom (Trisomie 21), Cornelia-de-Lange-Syndrom, Pätau-Syndrom (Trisomie 13), Edwards-Syndrom (Trisomie 18), Trisomie 16 oder Trisomie 8 ist, haben in einer Handinnenfläche oder an beiden Handinnenflächen eine Vierfingerfurche.
Auch bei Menschen mit dem Zellweger-Syndrom, dem Aarskog-Syndrom, dem C-Trigonozephalie-Syndrom, dem Noonan-Syndrom, dem Smith-Magenis-Syndrom, dem Wolf-Hirschhorn-Syndrom, dem Smith-Lemli-Opitz-Syndrom, dem De-Grouchy-Syndrom, dem Schinzel-Giedion-Syndrom und dem Cri-du-chat-Syndrom (Katzenschrei-Syndrom/Chromosom-5p-Syndrom) oder dem Rüdiger-Syndrom tritt diese Form der Handinnenflächenzeichnung häufiger auf als bei Menschen ohne chromosomale Besonderheit.
Im Gegensatz dazu kommen Vierfingerfurchen in der Regelbevölkerung lediglich bei einem bis zwei von 100 Menschen vor. Überwiegend ist diese Form der Handlinienzeichnung bei Jungen bzw. Männern zu finden.
Vierfingerfurchen haben beim Menschen medizinisch-körperlich gesehen keine Relevanz. Sie schränken die Beweglichkeit der Hand in keiner Weise ein und nehmen keinen Einfluss auf ihre Funktion. Das Merkmal einer Vierfingerfurche ist ohne weitere Symptome kein Hinweis auf eine Chromosomenbesonderheit oder eine kognitive Behinderung.

## Vier-Finger-Furche bei Paul Celan
Der Dichter Paul Celan spricht die Vier-Finger-Furche in einem kurzen Gedicht des Bandes Atemwende an:
Wege im Schatten-Gebräch
Deiner Hand.
Aus der Vier-Finger-Furche
wühl ich mir den 
versteinerten Segen.
Dabei bezieht sich die Vier-Finger-Furche wohl auf den Grund der Finger, die beim Beten angerührt (gewühlt) werden.